# カスタマー・エクイティ
カスタマー・エクイティ（英語: Customer equity）とは、企業側から見て、顧客を資産的価値としてみなしたもの。企業の全顧客における割引後の生涯価値の総額である。
ワン・トゥ・ワン・マーケティング（One-to-one marketing）や顧客関係管理（CRM）などとの関連がある。高いカスタマー・エクイティを生み出すためにCRMが用いられる。
ブラッドバーグらは、カスタマー・エクイティは、獲得、維持、追加販売という3つの要素によって推進されるという定義を主張している。ラストらは、カスタマー・エクイティを、バリュー・エクイティ、ブランド・エクイティ、リレーションシップ・エクイティの3つに分類している。

## 管理方法
カスタマー・エクイティを管理する方として、『Journal of Service Research』では以下の7つの方法を紹介している。
1. 業界全体におよぶ個人レベルの消費者データを集める。
2. 損益計算書だけでなく、貸借対照表上のマーケティングの影響も追跡調査する。
3. 将来の利益を適切に設計する。
4. 顧客生涯価値（CLV）の測定にとどまらず、最大化させる。
5. 組織を連携させて顧客管理活動を実行する。
6. 顧客情報の取り扱いに十分注意する。
7. CRMを、効率性向上ツールからサービス向上ツールへと発展させる。